# Centre de recherche et d'action sociales
Pour les articles homonymes, voir Action populaire.
Le  Centre de recherche et d’action sociales [CERAS] – anciennement Action populaire - est une association loi de 1901 créée en 1903 par la Compagnie de Jésus. Son action séculaire vise à la promotion de la justice et à la construction d’une société soucieuse d’offrir une place à chacun par la publication d’une revue généraliste Projet, l’animation d’un site Internet, l’organisation de séminaires et des formations.

## Les objectifs du CERAS

### À l’origine
Le Centre de recherche et d’action sociales (CERAS) est une association qui s’affirme comme un des pôles de réflexion du catholicisme social animé à cette époque par différents mouvements tels que le Sillon, la Quinzaine, les chroniques sociales… 
C’est l’héritier de l’Action populaire, fondée en 1903 à Reims par le père Henri Leroy, avec l'aide du père Gustave Desbuquois. Il adopte son nouveau nom en 1961,. Son fondateur propose d’ « aimer le monde » (sous-entendu, moderne) à la suite de l’encyclique Rerum Novarum (15 mai 1891) qui inaugure la doctrine sociale de l’Église catholique mais également de l’encyclique Au milieu des sollicitudes (20 février 1892) qui invite les catholiques de France à rallier la République.
La recherche du CERAS s’est adaptée aux évolutions de la société et aux questions qui l’animent et la meuvent. Son action a néanmoins toujours gardé la justice sociale comme finalité majeure, finalité dont l’acception a elle-même évolué au XXe siècle.
Ainsi le CERAS, s’il se focalise sur le droit du travail au commencement, s’intéressera progressivement à l’entreprise, puis à l’agriculture, pour traiter après la Seconde Guerre mondiale des pays en développement, de l’énergie, de l’immigration et aujourd’hui du problème des banlieues.

### Aujourd'hui
Fidèle à sa vocation, Le CERAS s'attache à diffuser et commenter la doctrine sociale de l'Église catholique, à travers son site web. Le CERAS a notamment publié une édition commentée de l'encyclique Laudato si' du pape François consacrée aux questions d'écologie intégrale.

## Directeurs successifs
- Henri Madelin (1973-1979)
- Jean-Yves Calvez (1984-1989)
- Bertrand Hériard-Dubreuil (2008-2017)
- Marcel Rémon (depuis 2017)